# Liber de causis

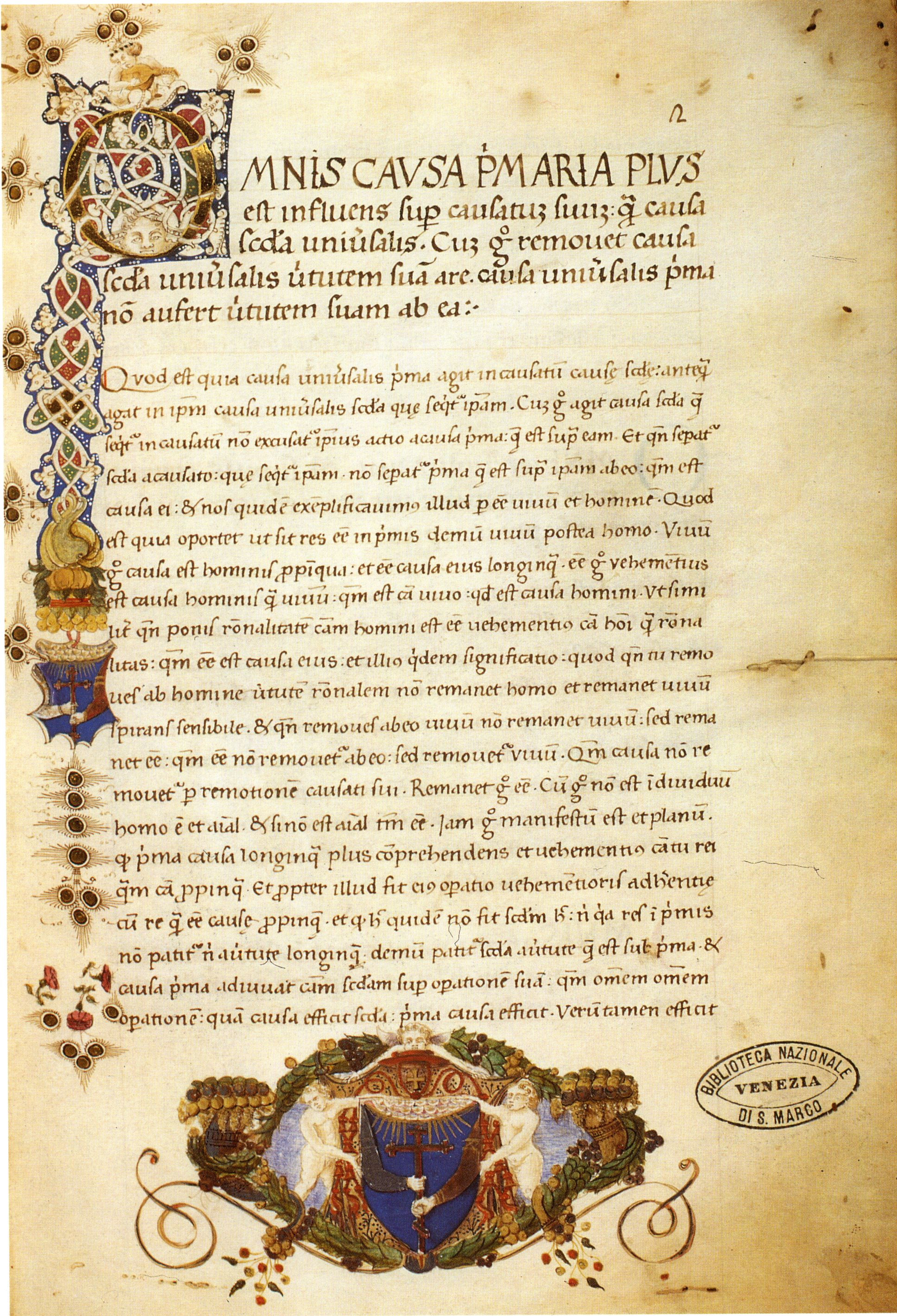
Der Anfang des Liber de causis in einer Handschrift aus dem Besitz von Kardinal Bessarion. Venedig, Biblioteca Nazionale Marciana, Lat. 288, fol. 2r (um 1470)

Liber de causis (Buch der Ursachen) ist der Titel einer hochmittelalterlichen lateinischen Übersetzung einer arabischen philosophischen Schrift aus dem Frühmittelalter.

## Arabische Urfassung
Der Autor der arabischen Urfassung war ein unbekannter Gelehrter, der wohl im 9. Jahrhundert lebte, vermutlich in Bagdad. Sein Werk war unter verschiedenen Titeln verbreitet, darunter Kalām fī maḥḍ al-ḫayr („Abhandlung über das reine Gute“). Es handelt sich um eine Zusammenstellung von Texten antiker neuplatonischer Philosophen. Die Hauptquelle – aber nicht, wie man früher glaubte, einzige Quelle – waren die Grundlagen (oder: Elemente) der Theologie des Neuplatonikers Proklos (5. Jahrhundert). Das arabische Werk stimmt jedoch in seinem Aufbau nicht mit der Hauptquelle überein; sein Verfasser ordnete den Stoff nach anderen Gesichtspunkten als Proklos und zog auch neuplatonische Schriften heran, die Lehren aus der Schule Plotins enthielten, darunter die fälschlich Aristoteles zugeschriebene Theologia Aristotelis („Theologie des Aristoteles“). Das Gerüst bilden 31 Lehrsätze, denen jeweils ein begründender und erläuternder Kommentar angefügt ist. Erst später, in Handschriften der lateinischen Übersetzung, wurde daraus durch Aufspaltung des vierten Satzes und Kapitels in zwei Teile eine Einteilung in 32 Kapitel.
Die arabische Originalfassung wurde anscheinend von den bedeutenden muslimischen Denkern kaum beachtet; es sind nur drei arabische Handschriften überliefert. Da die älteste dieser Handschriften aus dem Jahr 1197 stammt, wurde der im 12. Jahrhundert in Toledo tätige jüdische Philosoph Abraham ibn Daud (Avendauth) als Verfasser in Betracht gezogen. Später stellte sich jedoch heraus, dass schon ab dem 10. Jahrhundert arabische Autoren das Werk heranzogen; auch bei dem jüdischen Philosophen Moses ibn Esra (11./12. Jahrhundert) finden sich einschlägige Zitate.

## Inhalt
Der neuplatonischen Denkweise folgend nimmt der Autor an, dass alles aus der ersten Ursache hervorgeht, aus dem Einen, das er mit der reinen Gutheit gleichsetzt. Sein Hauptthema ist die Frage, wie der Hervorgang der Vielheit aus der Einheit zu erklären ist. Dieses Problem versucht er zu lösen, indem er zwischen dem Einen und dem Vielen nicht eine Mehrzahl von Vermittlungsinstanzen annimmt, sondern eine einzige Instanz, den Geist. Den Geist betrachtet er zugleich als Einheit und als ein Prinzip der Vielheit, das die Vielheit der Formen enthält. In diesem Zusammenhang befasst er sich mit Zeit und Ewigkeit, Entstehen und Vergehen. Er meint, das Eine sei als erste Ursache „vor der Ewigkeit“, der unmittelbar daraus hervorgegangene Geist als „zweites Sein“ sei „mit der Ewigkeit“, die Seele als drittes – gemeint ist im Neuplatonismus die Weltseele – stehe unterhalb der Ewigkeit, aber über der Zeit. Das Eine als Erstursache erschaffe das Sein der Seele nicht unmittelbar, sondern „durch die Vermittlung des Geistes“. Diese für den Liber de causis charakteristische Lehre von der mittelbaren Erschaffung der Seele stellte für die muslimischen und christlichen Interpreten eine Herausforderung dar.
Eines der Ziele des muslimischen Verfassers ist, Elemente der neuplatonischen Emanationslehre zur philosophischen Begründung des monotheistischen Schöpfungsglaubens seiner Religion zu verwerten. Zu diesem Zweck weicht er nötigenfalls von Proklos’ Auffassungen ab und greift auf Lehren Plotins zurück. So identifiziert er den ersten Grund aller Wirklichkeit mit dem reinen Sein, während Proklos meint, der erste Grund, das Eine, sei „überseiend“, also noch oberhalb des Seienden.

## Die lateinische Übersetzung und ihre Rezeption
Gerhard von Cremona († 1187), einer der fruchtbarsten Übersetzer seiner Epoche, übersetzte das arabische Werk in Toledo ins Lateinische (wohl nach 1167). Dabei bemühte er sich um eine möglichst wörtliche Übertragung, ohne stilistischen Erfordernissen der lateinischen Sprache Rechnung zu tragen. Als Titel wählte er, getreu der arabischen Vorlage, Liber de expositione bonitatis purae („Buch zur Erklärung der reinen Güte“). Erst im 13. Jahrhundert setzte sich der Titel Liber de causis durch. Man hielt den Liber zunächst für ein Werk des Aristoteles, eine Ergänzung zu dessen Metaphysik, denn man betrachtete die Metaphysik als eine unvollständige Darstellung ihres Themenbereichs. Manche Gelehrte meinten jedoch, dass nur die im Liber enthaltenen Lehrsätze von Aristoteles stammten, die jeweils anschließenden Beweisführungen und Erläuterungen jedoch von dem frühmittelalterlichen arabischen Aristoteles-Kommentator al-Fārābī.
Zu den ersten Rezipienten des lateinischen Liber gehörte ein ebenfalls in Toledo tätiger Kollege Gerhards von Cremona, der Gelehrte Dominicus Gundisalvi (Gundissalinus), der sich mit der darin dargelegten heterodoxen Schöpfungslehre befasste, die er teilweise missverstand. Er fasste die vom Autor des Liber verwendeten Begriffe „Geist“ (in der lateinischen Übersetzung intelligentia) und „Seele“ nicht im ursprünglichen neuplatonischen Sinne als Bezeichnungen für zwei hochrangige Hypostasen (hierarchisch geordnete Wirklichkeitsstufen) auf. Unter intelligentia verstand er vielmehr „Intelligenzen“, womit in der damaligen Terminologie körperlose Lebewesen (Engel) gemeint waren. Die Aussage, dass aus dem Geist die Seele hervorgegangen sei, bezog er nicht auf die Weltseele, sondern auf die menschliche Einzelseele. Dieses Missverständnis prägte auch die spätere mittelalterliche Rezeption.
Ein weiterer vom Schöpfungsverständnis des Liber beeinflusster Zeitgenosse Gerhards von Cremona war Alanus ab Insulis. Er versuchte die neuplatonische Auffassung mit der kirchlichen zu vereinbaren, indem er Gott zwar als Wirkursache bei der Entstehung der Seele betrachtete, die Rolle der Formursache jedoch der „Intelligenz“ zuwies; Gott komme wegen seiner Einheitlichkeit nicht als Formursache in Betracht.
Als im 13. Jahrhundert das Universitätswesen aufblühte, wurde der Liber de causis zu einem Basistext des Unterrichts an den Fakultäten der Artes liberales. Daher sind mindestens 237 lateinische Handschriften erhalten geblieben, eine  hohe Anzahl für einen mittelalterlichen Text.
Wohl zwischen 1241 und 1245 verfasste der Philosoph Roger Bacon den wahrscheinlich ältesten mittelalterlichen Kommentar zum Liber de causis unter dem Titel Quaestiones supra librum de causis („Fragen über das Buch von den Ursachen“). Darin nahm er zu einzelnen Thesen des Werks kritisch Stellung. Die Artes-Fakultät der damals tonangebenden Universität Paris legte 1255 fest, dass der Liber de causis für sieben Wochen im Jahr Unterrichtsgegenstand sein sollte. Zahlreiche Gelehrte schrieben Kommentare zu dem Werk, darunter Albertus Magnus (Liber de causis et processu universitatis a prima causa), der „einen gewissen Juden David“ für den Verfasser hielt, Thomas von Aquin (Expositio super librum de causis), sowie weitere prominente Magister wie Siger von Brabant, Aegidius Romanus und Walter Burley. Bis zum Jahr 1500 entstanden mindestens 29 lateinische Kommentare.
Die spätmittelalterlichen Kommentatoren schätzten den Liber zwar sehr, distanzierten sich jedoch von seiner Lehre an einzelnen Stellen, wo sie einen Gegensatz zum christlichen Glauben sahen, etwa bei der These, die Seele sei von der Erstursache nicht unmittelbar, sondern durch Vermittlung des Geistes erschaffen worden. Es setzte sich die Tendenz durch, die Bedeutung der nach damaligem kirchlichem Verständnis anstößigen Beteiligung des Geistes (der „Intelligenz“) am Schöpfungsprozess einzuschränken. Man akzeptierte die „Intelligenz“ nicht mehr als für die Schöpfung der Seele erforderliches Formprinzip, sondern wies ihr bei diesem Vorgang eine untergeordnete, ontologisch unwesentliche Rolle zu. Man betrachtete sie nicht mehr ontologisch als Seinsprinzip, sondern ließ sie nur noch erkenntnistheoretisch als Erkenntnisprinzip gelten.
Zahlreiche Spuren der Benutzung des Liber finden sich bei Dante, sowohl in der Divina commedia als auch in der Monarchia und im Convivio. Meister Eckhart zitierte den Liber häufig, da dessen Transzendenz- und Emanationslehre zur Untermauerung seiner Theologie geeignet war.
Der Name des Proklos war den abendländischen Gelehrten des Mittelalters zunächst kaum bekannt. Dies änderte sich erst, nachdem Wilhelm von Moerbeke am 18. Mai 1268 seine Übersetzung von Proklos’ Elemente der Theologie (Elementatio theologica) abgeschlossen hatte. Anhand dieser Übersetzung erkannte Thomas von Aquin, dass der Liber de causis hauptsächlich eine Zusammenfassung des Inhalts von Proklos’ Werk ist. In seinem 1272 in Paris verfassten Kommentar zum Liber de causis wies Thomas auf diesen Zusammenhang hin und bezeichnete die kommentierte Schrift als einen von einem arabischen Philosophen stammenden Auszug aus den Grundlagen des Proklos. Thomas verglich die beiden Texte und fand, derjenige des Proklos sei vollständiger und differenzierter, doch biete der Liber inhaltlich (aus christlicher Sicht) einen Erkenntnisfortschritt. Die Entdeckung des nichtaristotelischen Ursprungs des Werkes tat dessen Beliebtheit zunächst kaum Abbruch; nur langsam schwand das Interesse.
Es entstanden auch vier hebräische Übersetzungen, von denen eine auf dem arabischen Text fußt, die übrigen auf dem lateinischen, sowie drei hebräische Kommentare.

## Forschungsgeschichte
Die erste moderne Ausgabe wurde 1882 von dem Theologen Otto Bardenhewer vorgelegt, der sowohl die arabische als auch die lateinische Fassung edierte, allerdings auf unzureichender handschriftlicher Basis. Wegweisend wurde die 1966 erschienene Ausgabe des lateinischen Textes von Adriaan Pattin, die Pattin selbst allerdings nicht als endgültige kritische Edition, sondern als Provisorium betrachtete. Ein editorisches Problem besteht darin, dass manche lateinische Handschriften einen authentischeren, dem arabischen Original näheren Text bieten, während andere eine jüngere, bereits abgewandelte Textgestalt zeigen, die jedoch rezeptionsgeschichtlich wichtig ist. Ein Herausgeber des lateinischen Liber de causis hat somit die Wahl zwischen dem textkritischen Prinzip (Rekonstruktion der ältesten erreichbaren Textgestalt) und dem überlieferungskritischen Prinzip (Entscheidung für eine relativ autorferne, aber stark rezipierte Version).

## Ausgaben und Übersetzungen
Arabischer Text
- Richard C. Taylor: The Liber de Causis (Kalām fī maḥḍ al-ḫayr). A Study of Medieval Neoplatonism. Dissertation Toronto 1981 (enthält kritische Edition des arabischen Textes mit englischer Übersetzung und Kommentar)
- Otto Bardenhewer: Die pseudo-aristotelische Schrift Ueber das reine Gute, bekannt unter dem Namen Liber de causis. Herder, Freiburg 1882 (enthält kritische Edition des arabischen Textes mit deutscher Übersetzung. eingeschränkte Vorschau in der Google-Buchsuche-USA)

Lateinischer Text
- Andreas Schönfeld (Hrsg.): Anonymus, Liber de causis. Das Buch von den Ursachen. Meiner, Hamburg 2004, ISBN 3-7873-1639-6 (lateinischer Text und deutsche Übersetzung)
- Alexander Fidora, Andreas Niederberger: Von Bagdad nach Toledo. Das „Buch der Ursachen“ und seine Rezeption im Mittelalter. Dieterich’sche Verlagsbuchhandlung, Mainz 2001, ISBN 978-3-87162-053-9 (lateinischer Text und deutsche Übersetzung)
- Adriaan Pattin (Hrsg.): Le Liber de causis. Edition établie à l’aide de 90 manuscrits avec introduction et notes. In: Tijdschrift voor Filosofie 28, 1966, S. 90–203 (Edition des lateinischen Textes; auch als Sonderdruck verbreitet)

Hebräische Übersetzungen
- Jean-Pierre Rothschild: Les traductions hébraïques du Liber de causis latin. Dissertation Paris 1985, Bd. 1, S. 172–243 (synoptische Ausgabe eines Teils der hebräischen Übersetzungen)

Kommentar des Thomas von Aquin
- Jakob Georg Heller (Hrsg.): Thomas von Aquin: Expositio super librum de causis. Kommentar zum Buch von den Ursachen (= Herders Bibliothek der Philosophie des Mittelalters. Band 39). Herder, Freiburg 2017, ISBN 978-3-451-37601-6 (lateinischer Text mit deutscher Übersetzung und Einleitung)

## Konkordanz
- Paloma Llorente Megías: Liber de causis. Indice y Concordancia. Olschki, Firenze 2004, ISBN 88-222-5351-5